# Gotthilf Heinrich Ludwig Hagen
Gotthilf Heinrich Ludwig Hagen (Königsberg (ma:Kalinyingrád), Kelet-Poroszország, 1797. március 3. – Berlin, 1884. február 3.) német fizikus, az áramlástan egyik megalapozója.

## Életrajza
A Königsbergi Egyetemen (eredeti nevén: Albertus-Universität Königsberg) tanult, és általános mérnöki tanulmányokat folytatott. 1816-tól Friedrich Besselnél tanult matematikát és csillagászatot, 1818-tól építészetet. Többek között Immanuel Kant filozófus is a tanárai közt volt. Miután 1819-ben vizsgáit letette, vízépítési feladatokkal bízták meg.

## Tevékenysége
1822-től kezdve jelentek meg publikációi.
1824-ben a königsbergi kereskedelmi hatóság építészeti tanácsosként alkalmazta (németül: Baurat).
1825-től Gdańsk-ban (akkori nevén Danzig), majd
1826-ban Pillau-ban (mai nevén Baltijszk) kikötői felügyelő lett.
1830-ban Berlinbe költözött, és az Építészeti Tanács tagja lett.
1834-től 1849-ig docensi rangban dolgozott az Építészeti Főiskolán és az Egyesített Tüzérségi és Építészeti Akadémián.
1839-ben Jean Louis Marie Poiseuille-től függetlenül megfogalmazta a homogén folyadékok lamináris áramlásának elméletét (Hagen–Poiseuille-egyenlet).
1842. április 7-én a Porosz Királyi Tudományos Akadémia tagjává választották és abban az évben elnyerte a Bonni Egyetem tiszteletbeli doktora (Honoris Causa) címét.
1856-tól IV. Frigyes Vilmos porosz király udvari tanácsosa lett.
1875-ös nyugalomba vonulásáig a német nyelvű államok kikötői és építészeti igazgatója volt. A Porosz Admiralitás első hadi kikötőjének tervezését vezette Wilhelmshavenben, ahol 2007 óta emlékműve áll.

## További információ
- Korényi Zoltán – Tolnai Béla (szerk.). Az áramlástan és hőtan úttörői. Életrajzi gyűjtemény. Budapest: BME Gépészmérnöki kar (1978)